# Silence in the Snow
Albums de Trivium
Vengeance Falls
(2013) The Sin and the Sentence
(2017)
Singles
1. Silence in the Snow
Sortie : 30 juillet 2015
2. Blind Leading the Blind
Sortie : 13 août 2015
3. Until the World Goes Cold
Sortie : 26 août 2015
4. Dead and Gone
Sortie : 10 mars 2016

Silence in the Snow est le septième album studio du groupe américain de heavy metal Trivium publié le 2 octobre 2015 sur le label Roadrunner Records. C'est le premier album sur lequel joue leur nouveau batteur, Mat Madiro (qui a remplacé Nick Augusto après son départ en 2014).

## Liste des Chansons
| No  | Titre                           | Durée |
| --- | ------------------------------- | ----- |
| 1.  | Snøfall                         | 1:28  |
| 2.  | Silence in the Snow             | 3:40  |
| 3.  | Blind Leading the Blind         | 4:25  |
| 4.  | Dead and Gone                   | 3:46  |
| 5.  | The Ghost That's Haunting You   | 4:09  |
| 6.  | Pull Me from the Void           | 3:53  |
| 7.  | Until the World Goes Cold       | 4:21  |
| 8.  | Rise Above the Tides            | 3:54  |
| 9.  | The Thing That's Killing Me     | 3:30  |
| 10. | Beneath the Sun                 | 3:56  |
| 11. | Breathe in the Flames           | 5:11  |
| 12. | Cease All Your Fire (bonus)     | 5:00  |
| 13. | The Darkness of My Mind (bonus) | 4:44  |